# Людвіг Таушек
Людвіг Таушек (нім. Ludwig Tauschek; 15 травня 1911, Відень — 18 листопада 1985, там само) — австрійський футболіст, який виграв чемпіонський титул у складі віденського «Рапіда» та зіграв один матч за національну збірну в 1935 році.

## Клубна кар'єра
Розпочинав свою кар'єру в клубах нижчих дивізіонів «Остмарк» (Відень) і «Фрем» (Відень)
В 1931 році приєднався до «Рапіда», але перші два сезони був запасним гравцем. Закріпився в основі починаючи з сезону 1933-34. Грав в обороні в парі з Карлом Єстрабом. Після двох поспіль других місць і поразки у фіналі Кубка 1934 року, «Рапід» нарешті виграв чемпіонський титул у сезоні 1934-35. Команда в тому чемпіонаті не програла жодного матчу. В сезоні 1936-37 Таушек грав мало і по його завершенні залишив «Рапід». Всього зіграв за команду 73 матчі та забив 1 гол: 57 матчів і 1 гол в чемпіонаті, 12 матчів в Кубку Австрії, 4 матчі в Кубку Мітропи.
Ще досить довго грав у маловідомих клубах «Соботка» і «Штадлау».

## Кар'єра в збірній
У національній збірній Австрії дебютував за досить курйозних обставин. Фактично цей матч йому був зарахований заднім числом. В травні 1935 року Австрія-B з Таушеком і його напарником по клубу Єстрабом зіграла проти Польщі, а Австрія-A того ж дня зіграла з Угорщиною. Пізніше Австрійська федерація оголосила обидві гри офіційними, тому Таушек фігурує в статистиці як гравець національної збірної.

## Титули та досягнення
- Чемпіон Австрії (1):

«Рапід» (Відень): 1934-1935
- Фіналіст Кубка Австрії (1):

«Рапід» (Відень):  1933-1934